# Simão Pereira (kommun)
Simão Pereira är en kommun i Brasilien.   Den ligger i delstaten Minas Gerais, i den sydöstra delen av landet, 800 km sydost om huvudstaden Brasília. Antalet invånare är 2 537.
Följande samhällen finns i Simão Pereira:
- Simão Pereira

Omgivningarna runt Simão Pereira är huvudsakligen savann. Runt Simão Pereira är det ganska tätbefolkat, med 185 invånare per kvadratkilometer.